# 에두아르 드 보노

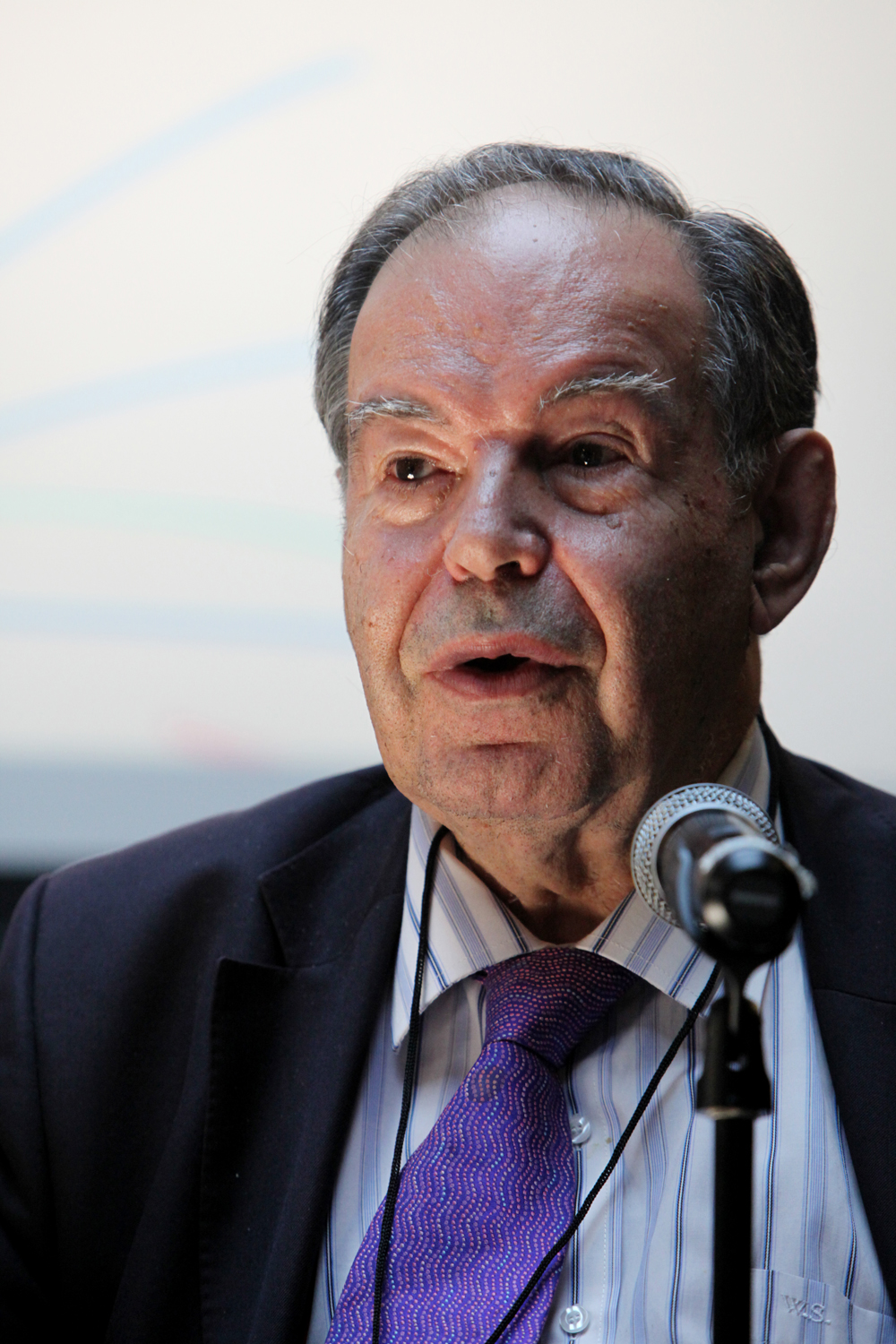
에두아르 드 보노 (2009)

에두아르 드 보노(Edward de Bono, 1933년 5월 19일 ~ 2021년 6월 9일)는 몰타의 심리학자, 저자, 발명가, 철학자이다.